# Caída de Trebisonda
La caída de Trebisonda fue el exitoso asedio de la ciudad de Trebisonda, capital del imperio homónimo, por los otomanos bajo el sultán Mehmed II, que terminó el 15 de agosto de 1461. El asedio fue la culminación de una larga campaña en el bando otomano, que implicó maniobras coordinadas pero independientes de un gran ejército y marina. Los defensores treberos habían confiado en una red de alianzas que les proporcionaría apoyo y mano de obra cuando los otomanos comenzaron su asedio, pero fallaron en el momento en que el emperador David Comneno más lo necesitaba.
La campaña otomana por tierra, que fue la parte más desafiante, implicó intimidar al gobernante de Sinope para que rindiera su reino, una marcha que duró más de un mes a través de un desierto montañoso deshabitado, varias batallas menores con diferentes oponentes y terminó con el asedio de Trebisonda. Las fuerzas otomanas combinadas bloquearon la ciudad fortificada por tierra y mar hasta que el emperador David acordó entregar su ciudad capital en términos: a cambio de su pequeño reino, se le darían propiedades en otras partes del Imperio otomano, donde David, su familia y sus cortesanos vivirían. Para el resto de los habitantes de Trebisonda, sin embargo, sus destinos fueron menos favorables. El sultán los dividió en tres grupos: uno se vio obligado a dejar Trebisonda y reasentarse en Constantinopla; el siguiente grupo se convirtió en esclavo del sultán o de sus dignatarios; y el último grupo se quedó a vivir en el campo circundante a Trebisonda, pero no dentro de sus muros. Unos 800 niños varones se convirtieron en reclutas para sus jenízaros, la unidad militar de élite otomana, que les exigió convertirse al Islam.
Con los últimos miembros de la dinastía Paleólogo habiendo huido del Despotado de Morea el año anterior hacia Italia, Trebisonda se había convertido en el último reducto de la civilización bizantina; con su caída, esa civilización llegó a su fin. «Era el fin del mundo griego libre», escribió Steven Runciman, quien luego señaló que aquellos griegos que igualmente no estaban bajo el dominio otomano todavía vivían «bajo los señores de una raza extranjera y una forma extraña de cristianismo. Solamente entre las salvajes aldeas de Mani, en el sudeste del Peloponeso, en cuyas escarpadas montañas ningún turco se atrevió a penetrar, quedaba algo parecido a la libertad».